# Linie 8 (Tivoli)
Linie 8 er en forlystelse i Tivoli i København, som åbnede i 1969. Det er et tivolitog udformet som sporvogne i miniformat og på gummihjul, der kører rundture med gæsterne i forlystelsesparken. Den er inspireret af den virkelige linie 8, der kørte som elektrisk sporvogn indtil 1965. Vognene er ligeledes inspireret af rigtige københavnske sporvogne.

## Historie
Ideen til de små sporvogne kom fra tømrermester Knud Lebech, der havde arbejdet i Tivoli siden 1950. Der havde i et par sæsoner kørt et Legotog rundt i haven, men i 1968 mente ledelsen, at det var tid til fornyelse. Knud Lebech henvendte sig til Københavns Sporveje med sin ide og blev positivt modtaget. Selskabet hjalp med de originale tegninger og fotos af sporvognene, forærede frontskiltene og udlejede et gammelt stoppested. Herefter byggedes en motorvogn, nr. 305, med forbillede i Engelhardt-motorvognene fra 1911 og en åben bivogn, nr. 389, med forbillede i de åbne skovvogne fra 1909. I begge tilfælde var de originale vogne for længst udrangerede, men lige vognene med de to numre var bevaret som museumsvogne.
Premieren på den nye sporvejslinje fandt sted 1. maj 1969, da vogntoget kørte gennem Tivolis hovedindgang ved sæsonens åbning. Succesen var hurtigt hjemme, og i løbet af de følgende 12 måneder byggedes yderligere en motorvogn, 312, og to åbne bivogne, 251 og 401. En motorvogn havde plads til 6 voksne eller 10 børn samt "vognstyrer", mens en bivogn kunne tage 15 personer. Stoppestedet var ved Tivolis Koncertsal med kørsel alle dage i sæsonen kl. 12.00-22.00 og afgang efter behov, gennemsnitligt hvert 8. minut. Rundturen var på ca. 1 km, som "vognstyrerne" fik lejlighed til at se adskillige gange - allerede efter de første fem sæsoner havde kørselsmængden således passeret 25.000 km. I 1973 var billetprisen 2,50 kr. for voksne og 1,50 kr. for børn.
I 1986 fik vognparken vokseværk med den nye motorvogn 309, der ligesom de to andre er baseret på Engelhardt-motorvognene, og hvis forbillede også er bevaret. Desuden blev der bygget en lukket bivogn i stil med motorvognene. Motorvognene kørte oprindeligt på gas, men det blev ændret til diesel i 2006.
I 2018 deltog motorvogn 312 og den lukkede bivogn som afslutningen på Tivolis 175 jubilæumsparade, der afholdtes hver dag fra 19. maj til 23. september, undtagen fredage. De to vogne var i anledningen blevet forsynet med guldfolie og en rød sløjfe på toppen af motorvognen. Det var muligt at købe en særlig billet til vogntoget, der afgik fra et særligt stoppested ved Nimb. Resten af paraden udgik fra Tivolislottet men fulgte i øvrigt Linie 8's rute i haven, bare den modsatte vej rundt.
I 2022 gik Tivoli i gang med at planlægge nye vogne til Linie 8. Det var godt nok på tale at renovere de gamle, men de havde kørt over 500.000 km og havde efterhånden svært ved at klare stigningerne i Tivoli. Så det blev til nye vogne, der blev til i samarbejde med en engelsk producent, Tivolis operatører og Sporvejsmuseet Skjoldenæsholm. De nye vogne ligner de gamle, da man ønskede at bevare det klassiske, traditionelle design. De er imidlertid eldrevne, larmer mindre og er mere komfortable for både passagerer og chauffører. Hjulene er punkterfrie, der er kommet LED-lys, bakkamera og flere spejle, og der er indbygget et højtalersystem, der afspiller sporvognslyde. Desuden er der sørget for, at den kan dekoreres til for eksempel blomsterfestival, halloween og jul. De nye vogne kom i drift på Linie 8 i 2025. Et af de gamle vogntog blev overdraget til Sporvejsmuseet Skjoldenæsholm som udstillingsgenstand.

## Drift og linieføring
De små sporvogne på Linie 8 kører en rundtur på 7-10 min rundtur med en hastighed af 10 km/t. Billetprisen er pr. 2025 50 kr. for en person uanset alder, hvis man ikke har turpas. Passagerne skal være mindst 6 år for at køre alene, mens der ikke er nogen grænser i følgeskab med personer på 14 år eller mere. Kørslen starter kl. 11.15, mens sluttidspunktet om aftenen afhænger af ugedagen og tidspunktet på sæsonen.
Turen udgår ligesom ved starten i 1969 fra stoppestedet ved Koncertsalen. Herfra køres forbi Glassalen, Plænen med den store scene og restauranten Grøften. Herefter svinges rundt, og man passerer nu haveanlægget ved restauranten Nimb, og Plænen ses fra den anden side sammen med springvandene foran Koncertsalen. Så drejes der rundt gennem området Det muntre hjørne med forlystelser som Himmelskibet og radiobilerne, ligesom flere spilleboder passeres. Derefter køres gennem arkaden med dets spisesteder, hvorefter der køres forbi det asiatiske område med restauranten Det japanske Taarn på den ene side og veteranbilerne på den anden, før man atter er tilbage ved stoppestedet ved Koncertsalen.
Udover den faste kørsel benyttes sporvognene også af og til til særlige arrangementer i og udenfor haven, for eksempel som del af det årlige juleoptog på Amagerbrogade. Knud Lebech ansøgte også om at deltage i den afsluttende sporvejskavalkade efter linje 5's bussificering 23. april 1972, men det afslog myndighederne.
Som et kuriosum kan i øvrigt nævnes, at der i området Smøgen står et gammelt københavnsk sporvognsstoppested med teksterne "Fast Stoppested" og "Kysse Station". Dette stoppested passeres dog ikke af Linie 8.

## Forbillederne
Motorvognene 305, 309 og 312 er baseret på de såkaldte Engelhardt-vogne, en serie på 10 vogne der blev tegnet af arkitekten Knud V. Engelhardt og sat i drift i 1911. Vognene var som de første bygget med lukkede endeperroner og kunne kendes på, at de havde seks lige store sidevinduer. Det var tanken at udrangere dem sidst i 1930'erne, men stærk stigning i passagertallene under 2. verdenskrig betød brug for alt materiel, og de blev i stedet moderniserede. I 1962 var det dog slut med at køre med passagerer. 305 blev udtaget som museumsvogn, mens de øvrige blev ombygget til selvkørende saltvogne, hvoraf de sidste, herunder 309, holdt helt til sporvejsdriftens ophør i 1972.
De åbne bivogne, som forbillederne for 251, 389 og 401 var tre af, blev introduceret i forbindelse med elektrificeringen af de københavnske sporvejslinjer i 1901-02 og frem til 1909 anskaffedes 75 vogne, heraf 10 til det senere NESA. De var meget populære om sommeren, hvor de ikke mindst blev brugt på linje 14, hvor trafikken ad Strandvejen til Klampenborg en sommersøndag kunne kræve over 30 åbne bivogne i drift. Derimod var de forståeligt nok alt andet end populære, da de under og efter 1. verdenskrig også blev benyttet om vinteren. De åbne bivogne udgik af trafik i 1936, men 31 af dem blev i 1939-40 solgt til Helsinki med henblik på brug under De Olympiske Lege i byen. Legene blev imidlertid ikke til noget på grund af anden verdenskrig, men der blev alligevel god brug for vognene, som finnerne ombyggede til lukkede. Hjemme i København blev nr. 1172 (den tidligere 389, tilbagenummereret i 1961) udtaget som museumsvogn, mens de resterende vogne blev ophugget.
305 og 389 indgik som nævnt i KS's samling af museumsvogne og 389 deltog som sådan i flere kavalkader, senest i 1972 ved sporvejsdriftens ophør. Et fast indslag var at Sporvejsorkestret sad i 389 og spillede under kørslen. Museumsvognene fulgte med KS ind i Hovedstadsområdets Trafikselskab, og fra 1984 kunne 389 ses på det nyoprettede HT Museum i Rødovre. I 2003 blev museet imidlertid sparet væk, og hele vognparken overdraget til foreningen Sporvejshistorisk Selskab og dettes Sporvejsmuseet Skjoldenæsholm. Her er 389 atter kommet i drift, idet den dog efterfølgende er blevet renoveret som 1172. 305 er sat i depot med henblik på senere restaurering til som den så ud ved leveringen i 1911. Også 309 har overlevet, idet den efter udrangeringen i 1972 blev købt af en privatperson. I 1983 blev den overtaget af Sporvejsmuseet Skjoldenæsholm, der stadig ejer den. En restaurering som saltvogn påtænkes, men efter brugen som sådan er den i dårlig stand, hvorfor en eventuel restaurering svæver i det uvisse.

## Virkelighedens linie 8
Den virkelige sporvejslinje 8 havde sin baggrund i to linjer, dels Blegdamslinjen der blev oprettet som hestesporvejslinje i 1873 mellem Trianglen og Trommesalen, og dels Enghavelinjen der oprettedes som elektrisk sporvejslinje i 1901 mellem Kapelvej og Enghave Plads. I 1901 elektrificeredes også Blegdamslinjen, og i 1902 byttede de to linjer endestation i syd. Senere samme år indførtes linjenumre, og linjen fra Kapelvej via blandt andet Niels Ebbesens Vej og Vodroffsvej til Rådhuspladsen fik linjenummer 8.
I 1906-08 blev linje 8 kortvarigt forlænget til Langebro og i 1914-15 til Havnegade. I 1919 indsattes toeages motorvogne fra det netop overtagne Frederiksberg Sporveje, men de forsvandt igen i 1927, da linjen blev forlænget over Slotsholmen og Knippelsbro til Bodenhoffs Plads på Christianshavn. I den anden ende omlagdes linjen totalt i 1933 ad blandt andet Gyldenløvesgade og Rantzausgade til Hillerødgade, hvorfra den i 1936 forlængedes videre ad Borups Allé til Brønshøj Torv. Det var her Ove Sprogøe og Dirch Passer sang duetten Der kommer altid en sporvogn og en pige til, da de spillede henholdsvis vognstyrer og konduktør på linje 8 i folkekomedien Ved Kongelunden i 1953. Senere samme år afkortedes linjen imidlertid fra Brønshøj Torv til en ny sløjfe ved Degnemose Allé.
I 1965 omstilledes linje 8 til busdrift og blev samtidig forlænget til det nye boligkvarter Tingbjerg og året efter i den anden ende i myldretiden ad Refshalevej til Refshaleøen. I Indre By omlagdes linjen ved omstillingen til busdrift ad blandt andet Gammel Strand mod Tingbjerg og modsat ad Kompagnistræde, men i 1982 vendte linjen atter tilbage til Slotsholmen. Kørslen til Refshaleøen ophørte i 1992, men allerede i 1996 vendte linjen tilbage over Holmen, da den afløste den midlertidige ringlinje 8X. Linie 8's dage var dog snart ved at være talte. Etableringen af de første A-buslinier i 2002 betød i første omgang farvel til Tingbjerg, idet linjen fra Bellahøj omlagdes til Vanløse, Ålekistevej, og året efter erstattedes linjen af en ny linje 48.
29. marts 2015 blev der oprettet en linje 8A til erstatning for linje 18. Den gik fra Nordhavn st. på Østerbro til Friheden st. i Hvidovre over Nørrebro, Frederiksberg og Valby. Linjen blev nedlagt igen 13. oktober 2019. 20. oktober 2024 oprettedes en ny linje 8A fra Valby st. via Bella Center til henholdsvis Ørestad st. og Lergravsparken st.